# Epikerdes
Epikerdes aus Kyrene (altgriechisch Ἐπικέρδης, * 5. Jahrhundert v. Chr.) war ein antiker Mäzen.
Der griechische Redner Demosthenes führt in seiner „Rede gegen Leptines“ an, dass Epikerdes die athenischen Gefangenen nach dem Scheitern der Sizilischen Expedition unterstützte, indem er ihnen 100 Minen zukommen ließ und so einige der Athener vor dem Hungertod rettete. Nach Ende des Krieges bekamen sie noch einmal 60 Minen von ihm.
Wie aus einer auf der Agora in Athen gefundenen Inschrift hervorgeht, wurde er dafür von der Stadt Athen mit dem Privileg Ateleia ausgestattet, also von allen üblichen Abgaben befreit, was in Athen eine besondere Form der Ehrbezeugung darstellte.